# Онтили
Онтили (фр. Antully) насеље је и општина у источном делу централне Француске у региону Бургоња, у департману Саона и Лоара која припада префектури Отен.
По подацима из 2011. године у општини је живело 822 становника, а густина насељености је износила 22,14 становника/km². Општина се простире на површини од 37,13 km². Налази се на средњој надморској висини од 542 метара (максималној 579 m, а минималној 470 m).

## Демографија
| 1962. | 1968. | 1975. | 1982. | 1990. | 1999. | 2011. |
| ----- | ----- | ----- | ----- | ----- | ----- | ----- |
| 688   | 689   | 637   | 748   | 877   | 861   | 822   |

График промене броја становника у току последњих година